# Ню-Леккерланд
Ню-Леккерланд (нід. Nieuw-Lekkerland) — місто в нідерландській провінції Південна Голландія. Входить до муніципалітету Моленланден.
Його площа становить 12,77 км², а населення станом на 2007 рік складало 9 436 осіб.
До 2013 року мало статус окремого муніципалітету.

## Галерея

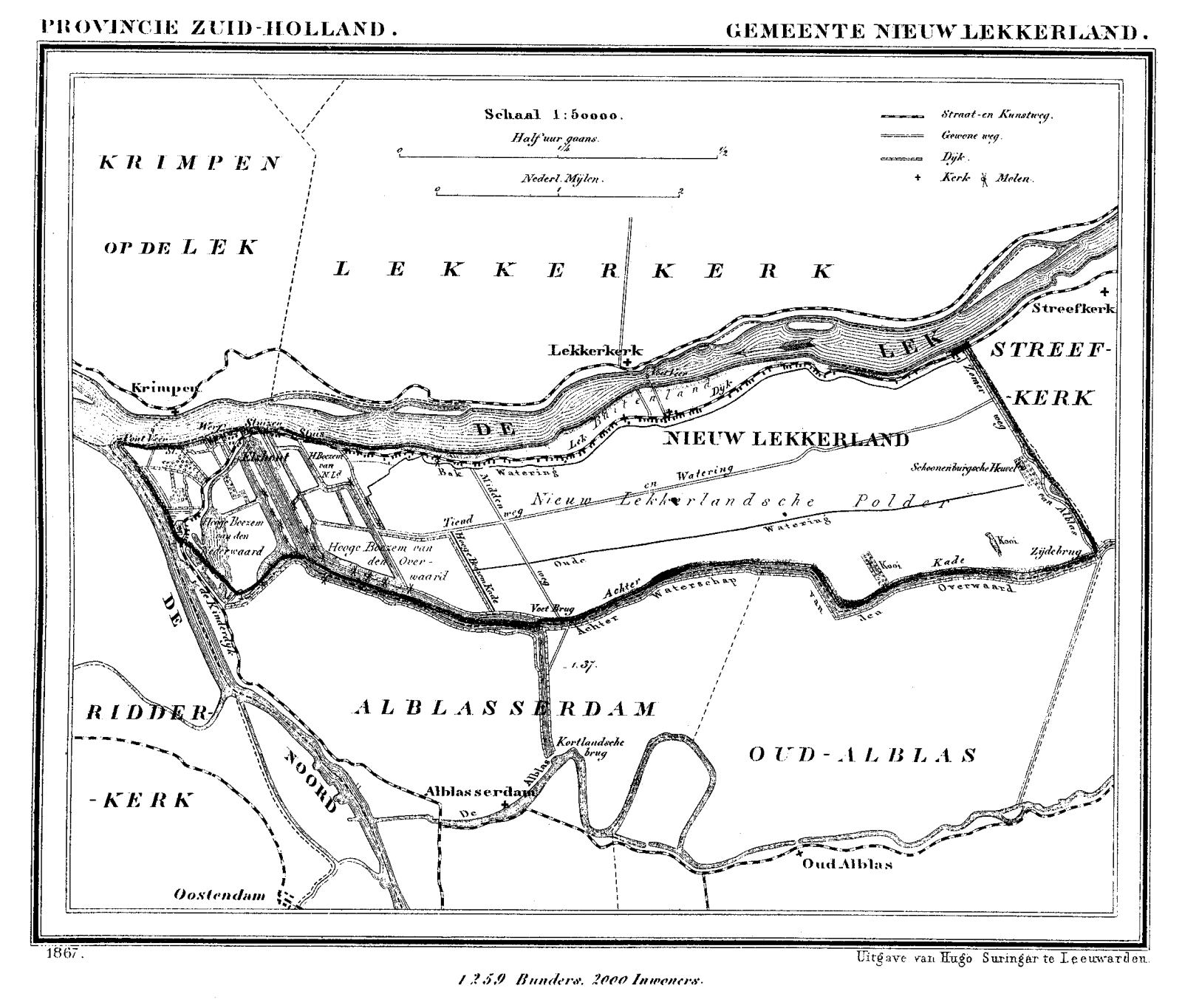
Мапа Ню-Леккерланда (1867)
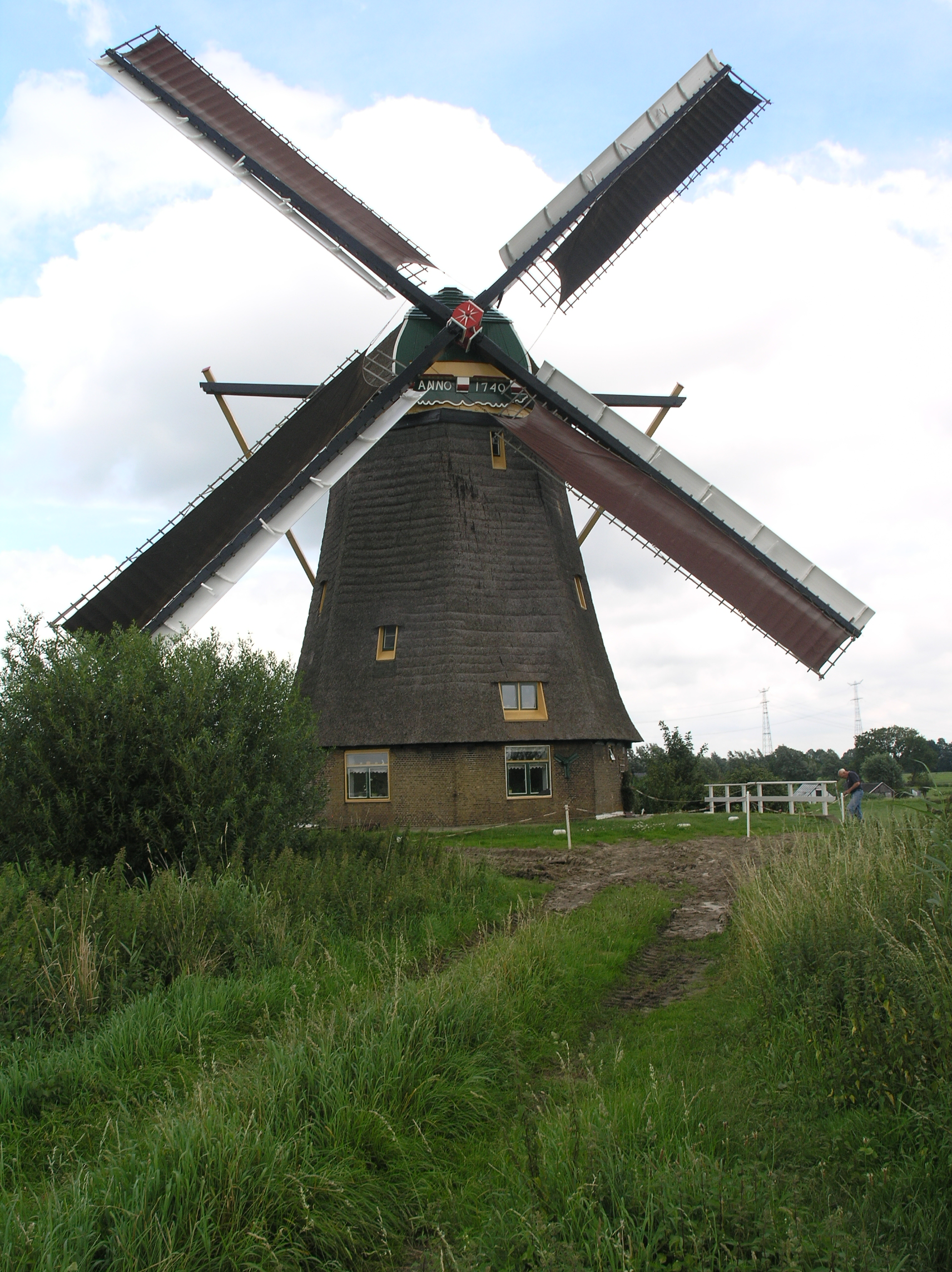
Вітряк De Hoge Molen
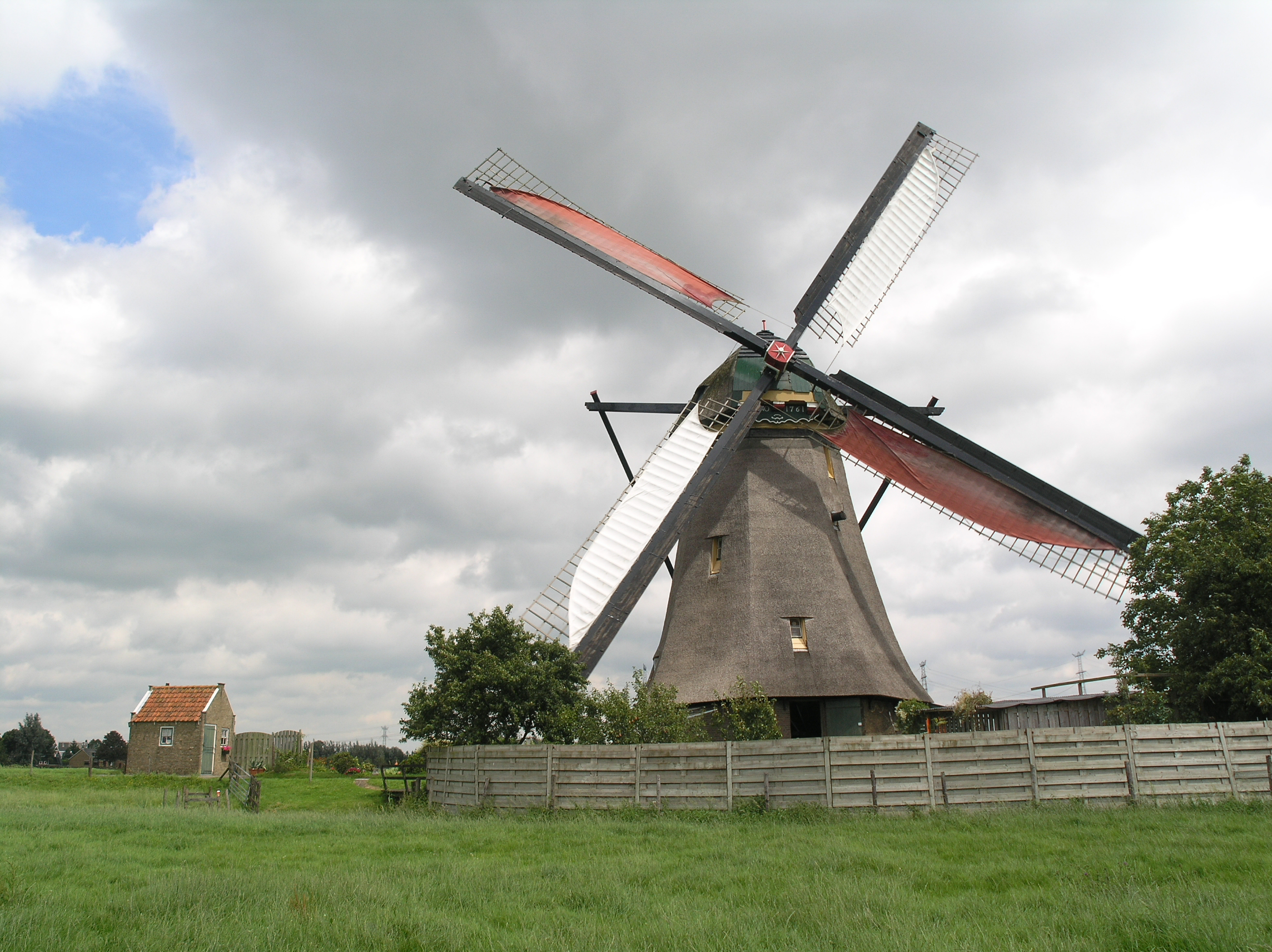
Вітряк Lage Molen
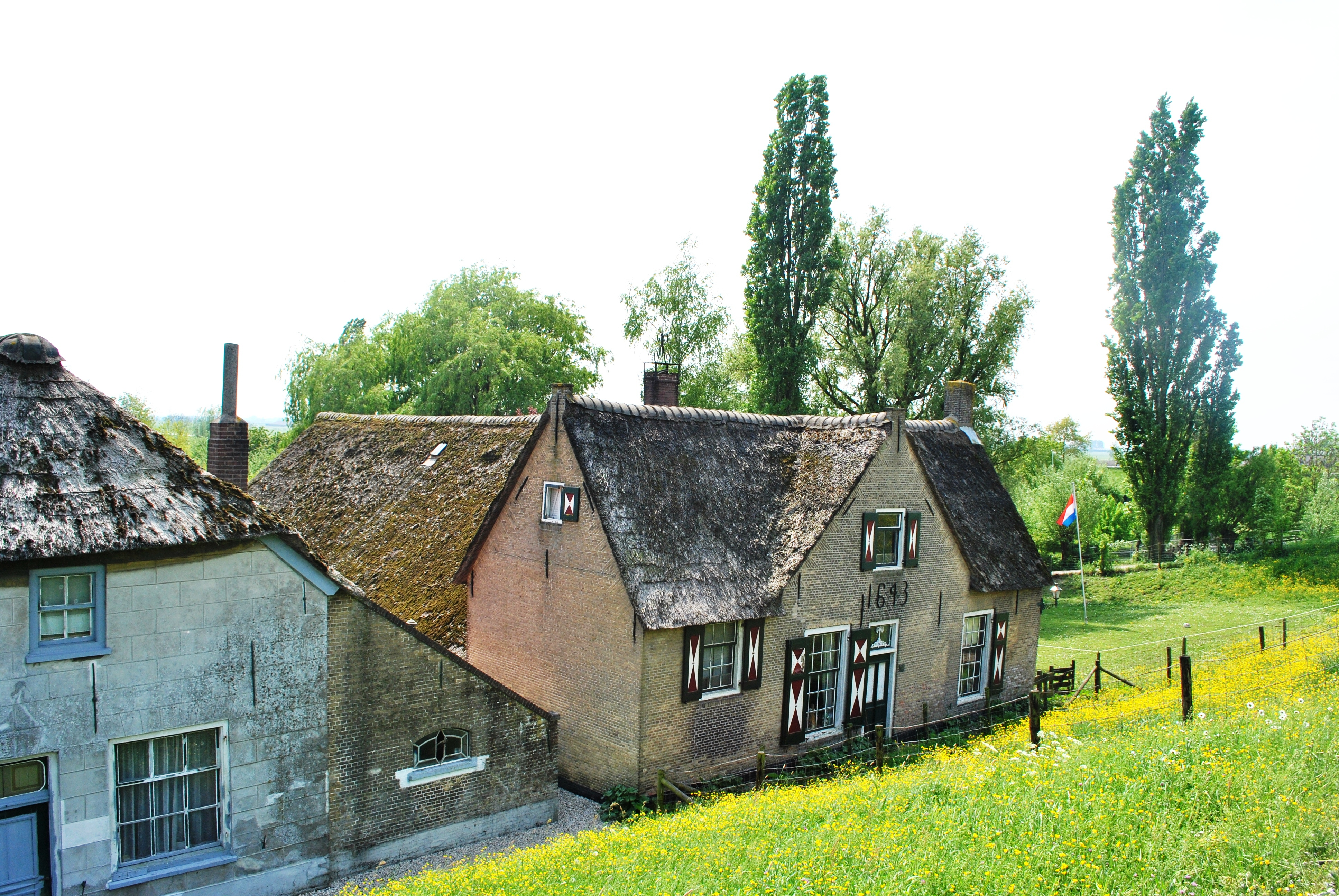
Забудова у Ню-Леккерланді